# Luc Nilis
Luc Gilbert Cyrille Nilis, född 25 maj 1967, är en belgisk före detta professionell fotbollsspelare som spelade som anfallare för fotbollsklubbarna Winterslag, Anderlecht, PSV Eindhoven och Aston Villa mellan 1984 och 2001. Han spelade också 56 landslagsmatcher för det belgiska fotbollslandslaget mellan 1988 och 2000.
Efter den aktiva spelarkarriären har han bland annat varit assisterande tränare för PSV Eindhoven, Kasımpaşa och Gençlerbirliği.

## Titlar
| Anderlecht - Ligamästerskap (4) - Belgiska cupen (3) - Belgiska Supercupen (2) | PSV Eindhoven - Eredivisie (2) - KNVB Cup (1) - Johan Cruijff Schaal (1) |